# 敖鲁古雅河
敖鲁古雅河（鄂温克语：ᠣᠯᠭᠤᠶᠠ
ᠪᠢᠷᠠ，转写：Olguya biraa），位于中华人民共和国内蒙古自治区根河市北部，是激流河右岸支流，发源于根河市东北部大兴安岭西北麓稚鸡场山西麓，干流由东南向西北再向西南，呈半月形弯曲，于敖鲁古雅鄂温克民族乡（旧址）汇入激流河。河长78千米，河道比降2.76‰，流域面积1390平方千米。年均径流量2.,57亿立方米。敖鲁古雅河地处大兴安岭西北坡原始森林区，森林覆盖率达75%，人口稀少，绝大部分尚未开放，仍保持原始生态。
“敖鲁古雅”来自鄂温克语，意为“杨树茂盛的地方”。